# Lyon BD festival
 (juillet 2013).
Si vous disposez d'ouvrages ou d'articles de référence ou si vous connaissez des sites web de qualité traitant du thème abordé ici, merci de compléter l'article en donnant les références utiles à sa vérifiabilité et en les liant à la section « Notes et références ».
Le Lyon BD Festival est un festival de bande dessinée créé à Lyon en 2006.
Depuis 2008, le festival se tient chaque année durant deux jours en juin à l'Hôtel de Ville de Lyon. Il s'adjoint d'une journée professionnelle, la veille du festival, et d'un volet Off durant tout le mois de juin à travers la ville.

## Historique
Lyon BD Organisation est l'association créée en 2005 pour organiser le Lyon BD Festival, qui se tient chaque année au mois de juin.
Depuis 2008, Lyon BD s'associe à des comédiens d'improvisation issus de la compagnie « La Scène Déménage » pour présenter au public des spectacles interdisciplinaires comme Sur les planches et Dans ta bulle alliant l'univers du théâtre d'improvisation à celui de la bande dessinée.
En mars 2011, des membres de Lyon BD se sont rendus outre-Atlantique afin de rencontrer le tissu BD Québécois. Par la suite une délégation québécoise est venue découvrir la sixième édition du Lyon BD festival. 
En mai 2011, le festival a proposé l'organisation et la réalisation  du record de la plus grande bande dessinée au monde. Coproduit par l'ECAM, Centrale Lyon, l'école Emil Cohl et Lyon BD Organisation, ce projet a réuni 11 scénaristes, 111 dessinateurs et une centaine d'élèves ingénieurs sur les berges du Rhône, à Lyon. C'est  en seulement 24 h que l'ensemble des acteurs de ce projet a réalisé le record du plus grand comic strip, officiellement homologué par le Guinness Book en octobre 2011. L'album a été édité en janvier 2012.
Après avoir réalisé en 2011 le record de la plus grande bande dessinée du monde, Lyon BD, l'ECAM et l'école centrale se sont associés en 2012 autour du projet Webtrip : une bande dessinée collective européenne destinée à la lecture en ligne. À partir d'un canevas scénaristique précis établi en amont, une dizaine d'auteurs européens ont travaillé au développement et à la mise en images de l'histoire. Chaque auteur a ainsi réalisé une dizaine de planches mettant en scène les personnages principaux dans sa ville. Les dessinateurs amateurs ont également été invités à participer en proposant une digression de l'histoire.

## Le festival

### Le festival IN
Lyon BD Festival est programmé tous les ans en juin. Pendant ces deux jours de festival, les visiteurs ont l'occasion de rencontrer des auteurs, de découvrir des expositions, de participer à des conférences, des rencontres dessinées, dans différents lieux de la Presqu'île de Lyon. 
Le festival accueille différents espaces thématiques consacrés à la BD alternative, aux écoles d'art et à des ateliers pour enfants. Les festivaliers peuvent également assister à plusieurs représentations de spectacle vivant.
Depuis sa création, le taux de fréquentation de Lyon Bande Dessinée Festival ne cesse d'augmenter. En 2012, 15 000 festivaliers ont fait le déplacement au palais du commerce, 25 000 visiteurs au dispositif du festival OFF, 200 participants à la journée professionnelle de Lyon BD et plus de 150 auteurs présents sur l'ensemble du Festival[réf. nécessaire].
En 2018, Mathieu Diez, le directeur du festival, indique une fréquentation de 80 000 visiteurs sur le mois entier, dont 80 % viennent de la région.

### Le festival dans la ville
Bibliothèques, librairies, cinémas, bars et autres lieux culturels lyonnais s'associent au festival et proposent expositions, rencontres, dédicaces, ateliers de dessin ou de cuisine, etc.

### Journée professionnelle
En préambule du festival de la BD de Lyon, les professionnels du milieu participent aux états généraux de la bande dessinée. Auteurs, éditeurs, diffuseurs, libraires, bibliothécaires, étudiants des écoles d'art, se retrouvent pour assister à des  conférences et débattre ensuite des sujets qui les concernent. 

## Prix du festival
En 2017, la Sofia et Lyon BD créent Le prix Hors Cases pour partager une vision de la bande dessinée décloisonnée, ouverte sur le monde et en prise avec son époque. Chaque année, le Prix vient récompense une initiative contribuant à ce décloisonnement.
Les lauréats depuis 2017 :
- 2017 : La revue TOPO, revue d’actualité en bande dessinée pour les moins de 20 ans.
- 2018 : The Ink Link, association qui propose son savoir-faire en bande dessinée pour accompagner, dans leurs démarches créatives, les organisations non gouvernementales et les institutions à but non lucratif.
- 2019 : Maison Fumetti, lieu consacré à la bande dessinée et aux arts graphiques à Nantes.
- 2020 : Vagabondage 932, une résidence d’artistes installée dans le quartier prioritaire de Chamiers, en Dordogne.

## Projets à l'année
L'association organise régulièrement des expositions, des avant-premières de cinéma, des spectacles d'art vivant et des séances de dédicaces.